# Statuti di Bellano del 1370

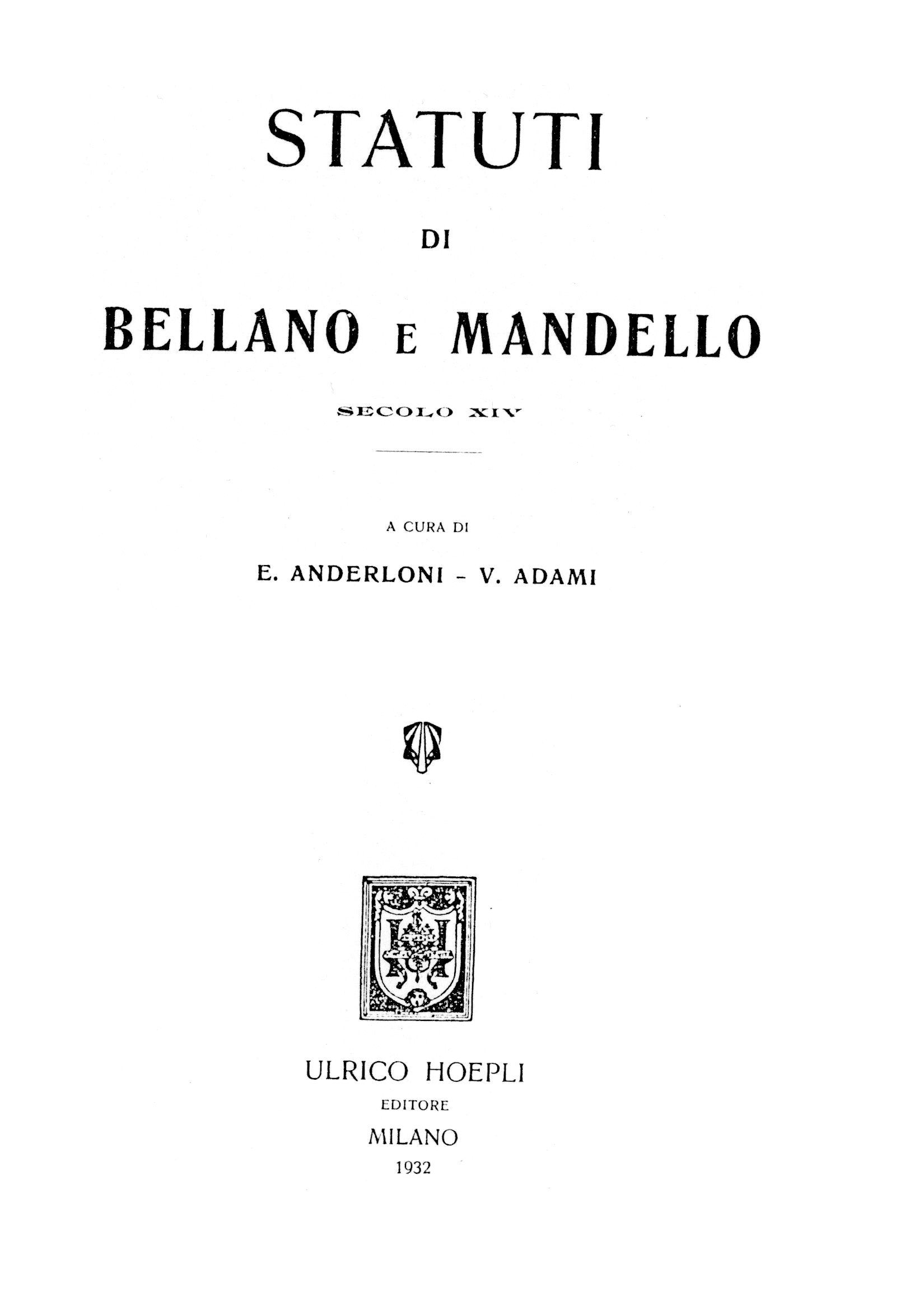
Edizione critica del 1932

Gli Statuti di Bellano del 1370 (in latino indicati come Statuta et ordinamenta comunis Bellani) sono una raccolta di norme, realizzata dal comune di Bellano durante il dominio di Galeazzo II Visconti.

## Fonti
Gli unici due manoscritti noti degli Statuti di Bellano sono conservati presso la Biblioteca del Senato a Roma.

### Biblioteca del Senato, Statuti ms. 17
Il manoscritto più antico (ms. 17) risale al XIV sec. con alcune aggiunte del Cinquecento e del Seicento; in precedenza apparteneva a Pietro Sella. Nella prima parte contiene il testo dei cinque libri degli Statuti del 1370 ma, a causa della perdita della carta 23, l'articolo 70 risulta troncato e mancano gli articoli 71 e 72; inoltre nella numerazione latina degli articoli al 284 segue il 286 senza apparenti omissioni nel testo o spazi in bianco.

### Biblioteca del Senato, Statuti ms. 393
Il secondo manoscritto (ms. 393) è una trascrizione realizzata nel XVIII sec., spesso scorretta, tratta da un manoscritto diverso dal precedente; il volume era prima conservato presso la Biblioteca Centrale del Palazzo di Giustizia di Vienna come dimostra un timbro. Nella parte iniziale contiene anch'esso i cinque libri degli Statuti, compresi gli articoli 71 e 72, ma è omesso integralmente l'articolo 70; nella numerazione degli articoli il 285 è stato saltato anche in questo manoscritto.
A partire dalla carta n. 80 è presente un sesto libro aggiuntivo riguardante gli incanti o dazi del comune; anche se non datato, questo libro aggiuntivo è riconducibile allo stesso periodo dei precedenti per l'indicazione nel proemio sia di Galeazzo II Visconti come signore di Milano sia di Bertrame Magni detto Muto tra gli incaricati della stesura, già presente nel proemio del 1370.

## Contenuti
I cinque libri degli Statuti di Bellano realizzati nel 1370 contengono 339 articoli, suddivisi in cinque libri.
Il libro I è preceduto da un breve proemio che indica i nomi degli abitanti di Bellano incaricati della redazione del testo, il nome del rettore del comune e l'anno 1370. Al termine del libro V è riportata l'approvazione da parte di Galeazzo II Visconti con data 17 novembre, presumibilmente dell'anno 1370 come il proemio.
Il libro aggiuntivo, riportato dal secondo manoscritto, è costituito da 110 articoli, suddivisi in rubriche generali. Il breve proemio riporta i nomi dei compilatori.

### I. De iuramentis rectoris
Il libro I contiene gli obblighi del rettore (o vicario) del comune di Bellano (articoli 1-31).

### II. De criminalibus et penarum impositionibus
Il libro II contiene le norme penali (32-119).

### III. De civilibus iuribus et de ordinatione causarum
Il libro III contiene le norme relative al diritto civile (120-207).

### IV. De offitiis et offitialibus comunis Bellani
Il libro IV contiene le norme principalmente relative a cariche pubbliche:
- notai (208-224)
- il servitore o messo comunale (224-227)
- consiglieri comunali (228-233)
- consoli e procuratori (234-238)
- tesorieri (239-242)
- ambasciatori (243-244)
- periti addetti alle stime (245-246)
- appartenenti al comune di Bellano e relative garanzie (247-261)
- campari e controllo del territorio (262-288, 290)
- procuratori dell'ospitale e della scuola di Santa Marta (289)

### V. De victualibus
Il libro V, ultimo del testo del 1370, contiene le norme relative a:
- macellai e commercio della carne (291-299, 310)
- mugnai, prestinai e commercio del pane (300-309)
- tavernieri e vendita di vino (311-314)
- regolarità delle unità di misura (315-322)
- aspetti generali (323-328)
- vendemmia e raccolta delle olive (329-331)
- edifici e costruzioni (332-339)

### De incantis comunis
Il libro aggiuntivo del secondo manoscritto contiene gli incanti ossia gli appalti periodicamente concessi dal comune.
Il testo è suddiviso in diverse sezioni (si riporta una numerazione degli articoli continua rispetto a quella dei libri sopra considerati).
- De incantis comunis (340-371), per gli aspetti generali degli appalti
- De incantu stadere (372-380), per le stadere pubbliche
- De incantu salis et rusche (381-386), per il dazio del sale e della rusca
- De incantu mensurature blave (387-395), per la misurazione delle granaglie
- De incantu datis frumenti (396-408), per il dazio del grano
- De incantu datii vini tabernarum (409-416), per il dazio del vino
- De incantu datii mensurature vini et olei (417-424), per il dazio della misura del vino e dell'olio
- De incantu datii draporum lane (425-429), per il dazio dei tessuti di lana
- De incantu stami (430-433), per i filati
- De incantu adequature mensurarum (434-436), per l'adeguamento delle unità di misura
- De incantu piscarie (437-440), per la pesca
- Incantus de regiis agonorum (441-443), per la pesca degli agoni
- De incantu porchorum (444-447), per il controllo dei porci
- ultimi articoli (448-449), per le vertenze sui dazi e per la misura del grano